# Christoph Haehling von Lanzenauer

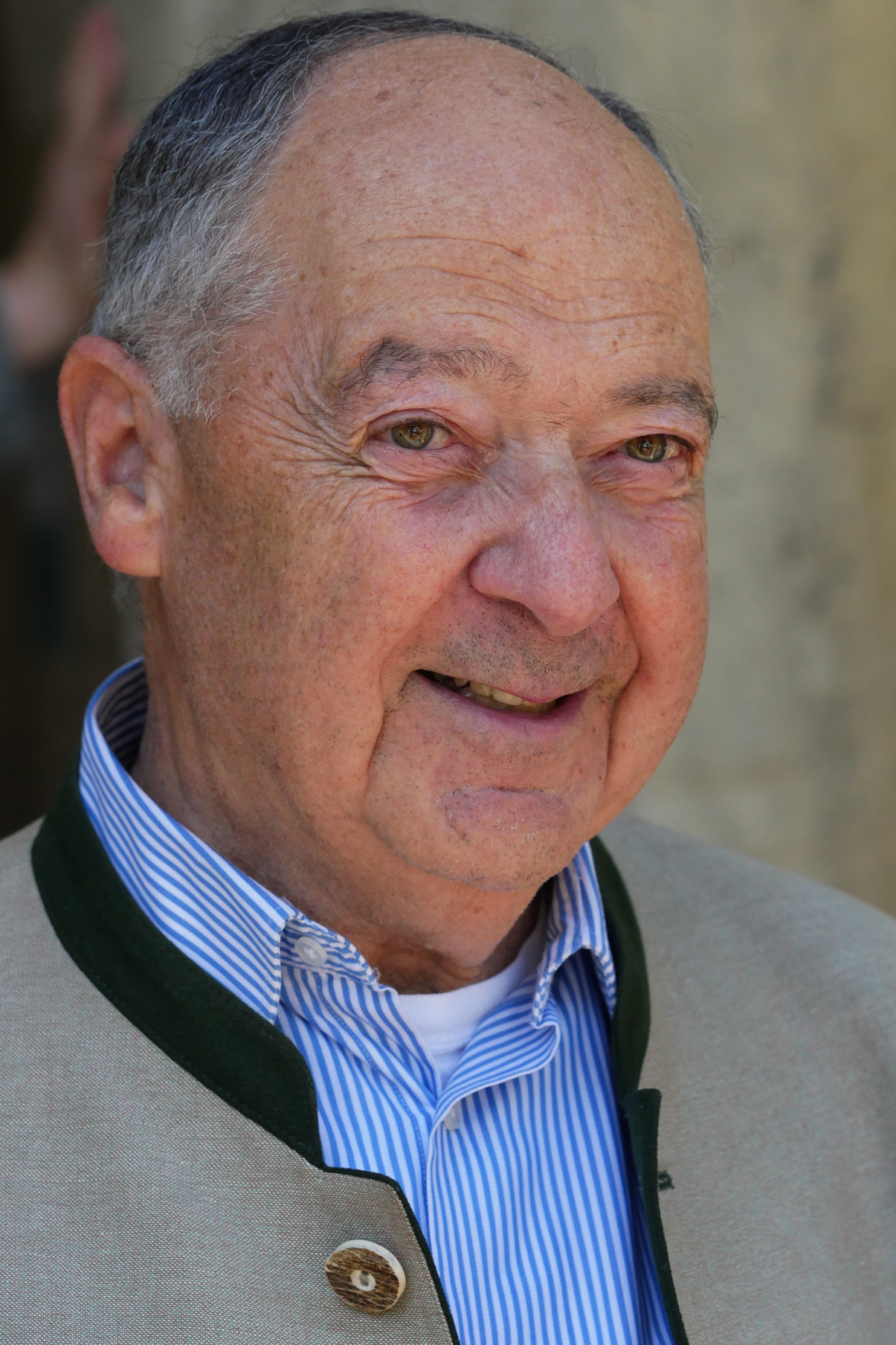
Christoph Haehling von Lanzenauer (Mai 2018)

Christoph Haehling von Lanzenauer (* 11. Mai 1939 in Wiesbaden) ist Universitäts-Professor emeritus der  Betriebswirtschaftslehre an der Freien Universität Berlin und an der Ivey Business School der University of Western Ontario in London (Kanada).

## Leben
Christoph Hahling von Lanzenauer ist Sohn von Alois Haehling von Lanzenauer und Josepha Haehling von Lanzenauer, geborene von Stockhausen, und Bruder des Althistorikers Raban Haehling von Lanzenauer. 1964 heiratete er Gabriele von Schuckmann (* 1935). Aus der Ehe gingen drei Söhne hervor (* 1966,* 1968 und * 1971).
Er selbst lebt in Berlin und ist ad hoc als Dozent, Berater und Gutachter tätig.

## Werdegang
Nach dem Besuch der höheren Schule am humanistischen Kloster-Gymnasium in Metten und des Collegium Josephinum Bonn begann Haehling von Lanzenauer nach seinem Abitur 1959 an der Universität Bonn Volkswirtschaftslehre zu studieren und erwarb dort 1963 den akademischen Grad Dipl.-Volkswirt. Seine erste Arbeitsstelle war eine Assistententätigkeit am Institut für Ökonometrie und Operations Research  der Universität Bonn unter der Leitung von Martin J. Beckmann. Im Jahre 1966 wurde er von seinem akademischen Lehrer Horst Albach an der Universität Bonn in Betriebswirtschaftslehre zum Doktor der Wirtschafts- und Sozialwissenschaften (Dr. rer. pol.) promoviert.

## Wissenschaftliche Laufbahn
Im Rahmen eines Austauschprogramms der Universitäten Bonn und Wisconsin (Vereinigte Staaten von Amerika) konnte Haehling von Lanzenauer als Stipendiat der University of Wisconsin ein Jahr (1966 bis 1967) als postdoctoral fellow in Madison verbringen. Dort arbeitete er eng mit Howard E. Thompson zusammen, ein Unterfangen, was nicht nur erste Publikationen brachte, sondern auch eine zweijährige (1967 bis 1969) Lehrtätigkeit als Assistant-Professor an der Graduate School of Business nach sich zog. Im Jahr 1969 nahm Haehling von Lanzenauer das Angebot auf eine Fakultätsstelle im Department for Management Science (heute Analytics for Management) an der Ivey School of Business Administration der University of Western Ontario in London in Kanada an. Die Ivey School, die seine berufliche Entwicklung entscheidend geprägt hat, beförderte ihn 1972 zum Associate Professor und 1976 zum Full Professor (Ordinarius). Neben seiner Forschungstätigkeit hielt er Vorlesungen nicht nur in den dortigen Bachelor- und Master-of-Business-Administration-Programmen, sondern auch in einer Vielzahl von Seminaren für praktizierende Manager (Executive Development) und war Direktor des Doktorandenprogramms. Während seiner Zeit an der Ivey School war Haehling von Lanzenauer auch als Unternehmensberater im Rahmen seiner Firma Risk Analyses Group Inc. tätig. Die Ivey School war sein berufliches Zuhause, bis er 1995 einen Ruf als Lehrstuhlinhaber in Operations Management an der Freien Universität Berlin annahm. Ausschlaggebend für diesen Wechsel nach Deutschland war die Möglichkeit, seine umfangreichen Erfahrungen in der nordamerikanischen Managementausbildung nun in den deutschsprachigen Raum zu transferieren. Im Rahmen dieser Tätigkeit wurde ihm auch von 2003 bis 2008 die Aufgabe der wissenschaftlichen Leitung des Willy Scharnow Instituts für Tourismus übertragen. Seit 2008 ist Haehling von Lanzenauer als Universitäts-Professor offiziell im Ruhestand.

## Gastprofessuren
Während seiner Berufstätigkeit war Christoph Haehling von Lanzenauer in zahlreichen Ländern als Gastprofessor tätig:
- Sloan School of Management am Massachusetts Institute of Technology (MIT) in Boston: 1975 bis 1978
- Universität St. Gallen in der Schweiz: 1993
- Banff School of Management in Alberta (Kanada): 1981 bis 1990
- ESCP Business School in Berlin: 2004 bis 2012
- Technische Universität Kaiserslautern: 1991
- Universität Heidelberg: 1992 bis 1993
- Lomonossow-Universität in Moskau: 2008 bis 2012

## Wissenschaftliches Werk
Sein wissenschaftliches Werk sowohl in der Forschung als auch der Lehre ist durch die Fokussierung auf Anwendung gekennzeichnet: Betriebswirtschaftslehre ist eine angewandte Wissenschaft. Problemorientierung, Praxisbezug und die Umsetzung wissenschaftlicher Ansätze in Analytics in die betriebliche Realität stehen im Vordergrund. Der rote Faden seines gesamten wissenschaftlichen Schaffens steht unter dem Motto, die White Collar Productivity des Managements zu stärken. Seine Arbeiten fallen im Wesentlichen in drei Schwerpunktgebiete:
- Mehrstufige Produktionsplanung (Intra-firm) und die damit verbundene Thematik des Supply Chain Management (Inter-firm). Die ersten Ansätze stammen aus seiner Dissertation[8], in der die „back box“ des Produktionsapparates geöffnet wurde und die Interdependenzen der einzelnen Produktionsstufen einer optimalen Gestaltung unterzogen wurden. Ein wichtiges Ergebnis ist die Bedeutung von Zwischenlagern, die durchaus notwendig und optimal sein können und somit einen Kontrapunkt zur japanischen Philosophie von Null-Lagerhaltung darstellen. Dies gilt auch für Produktionssysteme im Dienstleistungssektor.[9][10]
- Risiko-Management und Versicherungsfragen sowie der Umgang mit Unsicherheit aus Sicht des Eigners. Spezifische Problemstellungen umfassen das (optimale) Verhalten des Versicherten in der Kraftfahrzeugversicherung nach Eintritt eines Schadenfalles sowie die Gestaltung von Risk Sharing Arrangements (Quota Share und Stopp-Loss Arrangements) in der Gruppenlebens- und Sachversicherung. Die Bestimmung von Sicherheitsbeständen in Lagersystemen ist nicht nur aus theoretischer Sicht von Bedeutung, sondern war auch die Grundlage für Arbeiten in der Erdgasverteilungsbranche, wobei die Berechnung des Risikos einer Unterbrechung der Versorgung von Haushalten und Industriebetrieben mit Erdgas in einer großen Region im Vordergrund stand.[11] Als fruchtbares und immer wieder auch gesellschaftspolitisch aktuelles Gebiet gehören seine vielseitigen Arbeiten zur Thematik der Pensionsplanung (Retirement Income Planning[12]) insbesondere aus Sicht des Einzelnen.
- Die Vermittlung von Wissen und Entscheidungskompetenzen mit interaktiven Lehr- und Lernansätzen sowie die Entwicklung und Verwendung von realen Fallstudien (Case Studies)[13][14], vor allem wenn analytische Vorgehensweisen und Methoden zum Einsatz kommen, ziehen sich durch sein gesamtes wissenschaftliches Werk.
- Neben diesen Hauptgebieten beschäftigte sich Haehling von Lanzenauer auch mit verschiedenen Fragen des Tourismusmanagements, der Personalwirtschaft, der strategischen Planung, des E-Learnings, des Qualitätsmanagements und der Preisgestaltung sowie von Prognosen.

## Mitgliedschaften
Haehling von Lanzenauer hat als Mitglied in den folgenden Organisationen mitgewirkt:
- Gesellschaft für Operations Research e.V. (GOR)
- Institute for Operations Research and the Management Sciences (INFORMS)
- Verband der Hochschullehrer für Betriebswirtschaft
- Deutscher Hochschulverband
- Operational Research Society, Vereinigtes Königreich
- Deutsch-Kanadische Gesellschaft
- International Society for Inventory Research (ISIR) der Allied Social Sciences Association
- Risk and Insurance Management Sciences (RIMS)
- Ernst-Reuter-Gesellschaft e.V. der Freien Universität Berlin[16]
- Stiftung Mater Dolorosa Berlin-Lankwitz, Vorstandsmitglied[17]

## Veröffentlichungen

### Bücher (Auswahl)
Die Buchveröffentlichungen umfassen sowohl Beiträge zu Büchern als auch Monographien, Haehling von Lanzenauer war zudem auch als Herausgeber beziehungsweise als Mitherausgeber tätig:
- Operations Research und betriebliche Entscheidungsprobleme, Knapp Publishing Company, Frankfurt am Main, 1972, ISBN 978-3-7819-2603-5
- Cases in Operations Research, Holden-Day, 1975
- Instructors Manual: Cases in Operations Research, Holden Day, 1976
- Retirement Income Provision in Canada’s Independent Business Sector, CFIB, 1981
- The Trafalgar Transmission System - A Risk Analysis, Risk Analyses Group Inc.,1988
- Storage Design Day Study - A Risk Analysis, Risk Analyses Group Inc., 1991
- Forecasting Tourism Demand: A Stochastic Approach, in: Business Intelligence: Methods and Applications, Köppen,V  und  Müller, R, (Herausgeber), Verlag Dr. Kovaĉ, 2007
- Fallstudien und E-Learning: Möglichkeiten und Grenzen der Interaktivität, in: Suhl, L. und Voß, St. (Herausgeber): E-Learning in Wirtschaftsinformatik und Operations Research, DSOR-Beiträge zur Wirtschaftsinformatik I, DS&OR Lab, Universität Paderborn, 2003
- Als Mitherausgeber: Demografischer Wandel und Tourismus, Erich Schmidt Verlag, 2006
- Als Mitherausgeber der Reihe: Produktion und Logistik, Gabler Verlag, 1995–2006

### Zeitschriften (Auswahl)
Haehling von Lanzenauer hat zahlreiche Aufsätze in akademischen und professionellen Zeitschriften veröffentlicht, zum Beispiel in:
- Operations Research
- Management Science
- The Journal of Business (Chicago)
- OR Spectrum
- Journal of Financial and Quantitative Analysis
- Zeitschrift für Betriebswirtschaft
- Interfaces
- European Journal of Operational Research (EJOR)
- California Management Review
- Naval Research Logistics
- Journal of Risk and Insurance
- ASTIN Bulletin
- Long Range Planning[18]
- International Journal of Production Research[19]
- Business Quarterly (Ivey Business School)[20]
- Journal of Business Market Management[21]
- Blätter der deutschen Gesellschaft für Versicherungsmathematik[22]

### Fallstudien (Auswahl)
Haehling von Lanzenauer hat etwa fünfzig Fallstudien zu verschiedenen betriebswirtschaftlichen Problemen in englischer Sprache verfasst, die sowohl über IVEY Publishing als auch Harvard Business Publishing heute weltweit vertrieben werden. Einige dieser Fallstudien erschienen auch als Reprints in nordamerikanischen Lehrbüchern.
Seine regelmäßigen Vorträge fanden weltweit nicht nur im Rahmen von wissenschaftlichen Tagungen, sondern auch auf Einladung von Universitäten, Institutionen und Unternehmen statt.

## Akademische Gutachtertätigkeit
Christoph Haehling von Lanzenauer war als akademischer Gutachter für 15 internationale Zeitschriften, für verschiedene Stiftungen und Universitäten tätig (unter anderem der Harvard University, der University of Southern California, der Queen’s University (Kingston) und der University of Wisconsin).

## Auszeichnungen
- Stipendiat der Vereinigten Studienstiftung Universität Bonn: 1961
- Stipendiat der Ernst Hilbert Stiftung: 1961 bis 1966
- Stipendiat der University of Wisconsin (postdoctoral fellow): 1966 bis 1967
- Stipendiat Fulbright-Kommission über den Deutschen Akademischen Austauschdienst: 1966
- Stipendiat des Deutschen Instituts zur Förderung des industriellen Führungsnachwuchses: 1966 bis 1969
- Karl Guth Preis für: Operations Research und betriebliche Entscheidungsprobleme: 1972[23]
- Grants der Ivey Research Foundation: 1969 bis 1985
- Natural Sciences and Engineering Research Council: 1983 bis 1986
- Canadian Life and Health Insurance Association: 1979 bis 1980
- Ivey Research Professor: 1971 bis 1972
- VORMS Programm Bundesministerium für Bildung und Forschung: 2000 bis 2003
- Mitglied des Graduierten Kollegs Pfadforschung (Deutsche Forschungsgemeinschaft): 2003 bis 2008